# اورماس کروس
اورماس کروس (استونیایی: Urmas Kruuse؛ زادهٔ ۱۴ ژوئیهٔ ۱۹۶۵) سیاست‌مدار اهل استونی است.
وی سابقه وزارت در وزارت امور روستایی و وزارت بهداشت و کار را دارد.